# Marc Livi Dènter
Marc Livi Dènter (llatí: Marcus Livius Denter) era un magistrat romà que va ser cònsol l'any 302 aC juntament amb Marc Emili Paulus. Formava part de la gens Lívia, d'origen plebeu.
Durant el seu consolat es va renovar la guerra contra els eques, però els cònsols romans van ser rebutjats en els seus atacs. El 299 aC va ser un dels primers plebeus admesos al càrrec de pontífex i com a tal va acompanyar a Publi Deci. A petició de Deci va ser després pretor.